# Afrykanka
Afrykanka (fr. L'Africaine) – opera w 5 aktach Giacoma Meyerbeera do libretta (w języku francuskim) Eugène’a Scribe’a. Choć prace nad utworem kompozytor rozpoczął już w 1837 r., z wielu względów – jak częste zmiany libretta – ukończył je dopiero w 1864 r. Premiera miała miejsce w Paryżu 28 kwietnia 1865 r.
Dzieło ma charakter monumentalny, stanowiąc typowy przykład odmiany gatunkowej grand opéra – przejawia się to również w rzadko spotykanej długości utworu (wersja oryginalna trwa około sześciu godzin; autorem wersji ostatecznej, z wieloma zmianami i skrótami, jest François-Joseph Fétis). Akcja toczy się w Lizbonie oraz w Indiach ok. 1500 r. – wydarzenia w bardzo luźny sposób nawiązują do postaci Vasco da Gamy. Wbrew tytułowi fabuła nie ma związku z Afryką, orientalne tło wydarzeń stanowią natomiast Indie, skąd pochodzi tytułowa Afrykanka, Hinduska Selika (jak zauważa Józef Kański, „tytuł opery jest po trosze nieporozumieniem”).

## Historia utworu
Kompozytor nie doczekał premiery – zmarł w czasie prób. Premiera miała miejsce 28 kwietnia 1865 r. w Paryżu, tego samego roku wystawienia w Londynie i Nowym Jorku (w Metropolitan Opera w 1888 r. w języku niemieckim). Premiera polska 1870 r. w Warszawie (w wersji włoskiej).

## Osoby
- Don Pedro, radca Królestwa Portugalii – bas
- Don Diego, admirał – bas
- Inez, córka Don Diega – sopran
- Anna, powiernica Inez – sopran
- Vasco da Gama, oficer marynarki – tenor
- Don Alvaro, członek Rady – tenor
- Wielki Inkwizytor – bas
- Selika, tytułowa "Afrykanka" – sopran
- Nelusco – baryton
- Arcykapłan braminów – bas
- Oficerowie marynarki; biskupi; członkowie Rady Królestwa; marynarze; kapłani; Hindusi

## Treść

### Akt I
Wielka sala Rady Admiralicji w Lizbonie
W wielkiej sali Wielkiej Rady Admiralicji w Lizbonie odbywa się jej posiedzenie. Dotyczy ono wyprawy, która wyruszyła z Portugalii, aby badać nowe szlaki morskie – zaginęła jednak bez wieści. Na posiedzenie przybywa donna Inez, córka don Diega, admirała. Kocha ona młodego Vaskę da Gama, członka wyprawy Diaza i chce dowiedzieć się czegoś o jego losie. Ojciec chce ją jednak wydać za radcę królewskiego don Pedra. Vasco da Gama przeżył jednak i nieoczekiwanie pojawia się przed radą wraz z tajemniczą parą niewolników, Seliką i Neluskiem. Chce poprowadzić nową wyprawę do nieznanego dotąd kraju ich pochodzenia. Rada nie zgadza się jednak na to, co powoduje wybuch gniewu Vaska, przez który zostaje on wtrącony do więzienia.
(Scena 1: Inez, Anna). Inez rozmawia ze swoją powiernicą Anną. Została wezwana na posiedzenie Rady przez ojca, który zapewne ma jej przekazać jakieś ważne informacje. Inez ma nadzieję, że dotyczą one jej ukochanego Vaski da Gama, który po powrocie z wyprawy morskiej dowodzonej przez Diaza ma ją poślubić. Los wyprawy nie jest jednak znany, nie powróciła ona do Portugalii od dwóch lat. Przywołuje scenę pożegnania z ukochanym i słowa, które wygłosił do niej wtedy pod jej balkonem (aria (romance) Adieux, mon douce rivage). Aria Inez, według Stevena Huebnera, który analizuje ją szerszej, ma charakter o tyle typowy dla obfitującej w natłok zdarzeń grand opéra, że postać Vaski wprowadzona jest nie poprzez dłuższy duet, ale zwięźlej poprzez numer solowy. Występuje przy tym nietypowe rozwiązanie zobrazowania samotności Vaski przez fragmenty przeplatające śpiew Inez z melodią instrumentów dętych.
(Scena 2: Inez, Anna, don Diego, don Pedro). Przy towarzyszeniu pompatycznej melodii na scenę wkraczają don Diego i don Pedro. Don Diego oświadcza córce, że z woli monarchy don Pedro ma zostać jej małżonkiem. Mimo sprzeciwów córki, ojciec popiera ten plan, nie chcąc mieć za zięcia Vaski, nic nie znaczącego w świecie młodzieńca. Ku rozpaczy Inez don Diego i don Pedro twierdzą, że członkowie wyprawy Diaza, w tym Vasco, zginęli w katastrofie morskiej (towarzyszy temu wyrażająca ich lekceważenie tego faktu muzyka). Krótkie trio (terzettino - Pour mon honneur et pour proudence) kontrastuje liryczne wybuchy Inez z wywołaną nimi irytacją don Diega i don Pedra, zaniepokojonego przy tym troską Inez o losy rywala. Wkracza woźny, ogłaszając początek posiedzenia rady.
(Scena 3: Don Diego, don Pedro, Wielki Inkwizytor, biskupi, don Alvaro, inni członkowie rady). Wejście członków rady, w tym biskupów i Wielkiego Inkwizytora, ilustruje melodia o marszowym charakterze, same obrady rozpoczyna zaś potężna modlitwa unisono (Dieu, que le monde révère). Don Pedro sławi śmiałość opływających Afrykę Portugalczyków, Wielki Inkwizytor gani wiązane z nimi – w jego opinii próżne – nadzieje. Z woli króla zebrana rada zadecydować ma, czy podjąć wyprawę ratunkową. Powtarza się modlitwa. Nowej wyprawie sprzeciwia się don Alvaro: mówi on, że nie ma ona sensu, gdyż ocalał tylko jeden marynarz, który właśnie wejdzie na salę. Ku zdumieniu don Diega i don Pedra marynarzem tym jest – Vasco da Gama.
(Scena 4: powyżsi, Vasco da Gama). Vasco da Gama, pospiesznie i namiętnie, chwali śmiałość i odwagę portugalskich odkrywców. Mówi, że dla niego samego nagrodą stanie się nieśmiertelność. Zgromadzeni uważają jednak, że śmiałość ta graniczy z szaleństwem. Vasco prosi radę o statek i zezwolenie na nową, jeszcze dalszą wyprawę – sprowadził bowiem z Afryki parę niewolników, którzy świadczyć mają o istnieniu poza Afryką interesujących dla Portugalii nieznanych dotąd krajów.
(Scena 5-7: powyżsi, Selika, Nelusko). Wejściu niewolników towarzyszy "egzotyczna" melodia na flecie piccolo. Członkowie rady pytają ich o pochodzenie. Nelusko odmawia odpowiedzi, Selika mówi zaś, że zostali porwani podczas sztormu. Vasco wskazuje Radzie, że należą oni do nowej, nieznanej dotąd rasy i nie pochodzą z Afryki. Selika – o czym przypomina jej bardzo niechętny cudzoziemcom Nelusko (niechęć tę wyraża muzycznie wielokrotnie powtarzająca się fraza) – związana jest przysięgą dochowania tajemnicy i mimo namów Vasca nie przedstawia Radzie informacji o swoim kraju; z uwag Neluska na stronie wynika jednak, że jest ona królową ojczystej wyspy. Namowy Vasca wzruszają przy tym Selikę, ona sama także nie jest mu obojętna – świadczy o tym melodia, która stanowi powtórzenie fragmentu arii Inez ze sceny pierwszej, w którym opowiada ona o swojej  miłości do Vasca. Wobec milczenia niewolników Vasco przedstawia Radzie, że tylko nowa wyprawa odkrywcza może rozwiązać tę zagadkę – Rada jednak ostatecznie odmawia spełnienia jego prośby, co wywołuje wybuch jego gniewu. Obrażeni zarzutami Vasca członkowie rady, wytykając mu rebelię i bezbożność, nakazują wtrącić go do więzienia; potępia go zwłaszcza Wielki Inkwizytor, a także zazdrosny don Pedro. Kończąca akt I wymiana zdań między osamotnionym Vaskiem a radą ma charakter pełnej potężnych emocji stretty.

### Akt II
Więzienienie inkwizycji w Lizbonie
W więzieniu zamyślona Selika obserwuje śpiącego Vasca i powstrzymuje Neluska, który próbuje go zamordować. Przebudzony Vasco marzy o drodze do Indii. Nagle pojawiają się w więzieniu Inez, Anna, don Pedro i don Alvaro. Inez kupiła Vaskowi wolność godząc się na małżeństwo z don Pedrem. Vasco ofiaruje jej Selikę jako niewolnicę aby Inez wiedziała, że kocha jedynie ją. Don Pedro informuje go, że pomijając go przygotował własną wyprawę do Indii. Inez prosi Vasca, by przedkładał własną chwałę ponad miłość do niej.
(Scena 1: Vasco, Selika). Selika i Vasco są więźniami w więzieniu inkwizycji w Lizbonie. Vasco śpi, scenę wypełnia przede wszystkim aria Seliki Sur mes genoux, fils du soleil, czyli Air du sommeil ("Aria snu"). Selika próbuje śpiewem uspokoić Vasca, któremu najwyraźniej śnią się koszmary, wspominającego przez sen Inez. Rozmyśla przypominając sobie obrazy ojczystego kraju. Stwierdza wreszcie, że pokochała Vasca. Arię Seliki w niektórych częściach cechuje orientalny koloryt, budowany przez użycie trójkąta i ornamentacje instrumentów dętych i strunowych. Bardziej typowy charakter mają natomiast partie stanowiące dialog między głosem a fletem. Selika chce ucałować Vasca – nagle dostrzega jednak, że do celi wszedł Nelusko i ukrywa się za kolumnami.
(Scena 2: powyżsi, Nelusko). Nelusko wzdraga się przed zamordowaniem śpiącego, mimo nienawiści, którą żywi do wszystkich chrześcijan. Tę chwilę wahania wykorzystuje Selika, która w trakcie długiej rozmowy stara się go odwieść od zbrodni. Nelusko pytany przez Selikę wyjawia jej swoje motywy (aria Fille des roi): jest to nienawiść do Vaska i wszystkich chrześcijan, ale także nieśmiało ujawniona tajemnica - Nelusko sam kocha Selikę, a jej namowy jedynie podsycają jego niechęć do Vaska. Vasko budzi się jednak, a Nelusko ukrywa sztylet.
(Scena 3: Vasco, Selika). Vasco, przekonany, że ten przybył jedynie jako jego sługa, odsyła Neluska. Wpatrzony w mapę ignoruje Selikę i opłakuje swój los. Ostatecznie Selika zdradza mu położenie swojego kraju na mapie. Uradowany Vasco, widząc tę chwilę jako początek swojego przyszłego triumfu, ciepło i czule zwraca się do Seliki. Ta odmiana uczuć kończy scenę - oboje łączą się w duecie.
(Scena 4: powyżsi, don Pedro, Inez, don Alvaro, Nelusko). Nagle w celi zjawiają się Inez, Anna, don Pedro i don Alvaro. Inez z płaczem (oddanym muzycznie przez użycie pauz) oznajmia Vaskowi, że kupiła mu wolność. Muszą się jednak odtąd niestety rozdzielić. Vasco sądzi, że konieczność rozdzielenia się spowodowana jest zazdrością Inez o Selikę, ofiarowuje ją więc ukochanej jako niewolnicę. Selika jest wzburzona niewdzięcznością Vaska (z którego woli obecny w tym czasie w celi Nelusko ma jej towarzyszyć). Następuje ensemble, w którym, wyrażając swoje postawy i emocje wobec zachodzących zdarzeń, uczestniczą wszyscy obecni w celi.